# Agderposten

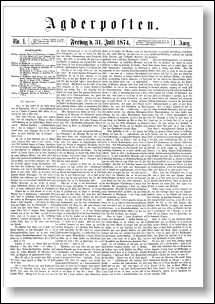
Agderpostens framsida 1 juli 1874

Agderposten är en oberoende liberal norsk dagstidning som utkommer i Arendal och har läsare huvudsakligen i Aust-Agder fylke. Lokalredaktioner finns i Risør, Tvedestrand, Grimstad, Kristiansand, Valle, Birkenes og Åmli. Agderposten, som grundades 1874 av läraren Jens Svendsen, ägs av familjen Stray sedan 1935. Upplagan var (2017) cirka 18 900 exemplar och chefredaktör Øyvind Klausen.
Agderposten finns på internet sedan 1998. Papperstidningen tryckes i tabloidformat sedan 2004.

## Upplaga
Nettoupplaga enligt Mediebedriftenes Landsforening: 
| - 2000: 25 841 - 2001: 25 447 - 2002: 25 356 - 2003: 24 834 - 2004: 24 908 - 2005: 24 675 - 2006: 24 259 - 2007: 23 746 - 2008: 23 329 - 2009: 22 496 - 2010: 21 877 - 2011: 21 262 - 2012: 20 808 - 2013: 19 853 - 2014: 19 214 - 2015: 19 006 - 2016: 18 718 - 2017: 18 904 | \| \| \| Utvecklingen av nettoupplaga från år 2000. Print i mörk, digital andel i ljusare ton. \| |
| |                                                                                                   |
| Utvecklingen av nettoupplaga från år 2000. Print i mörk, digital andel i ljusare ton. |                                                                                                   |

## Redaktörer
- Jens Svendsen 1874–1919
- Jens Vevstad 1919–1928
- Magne Torsvik 1928–1936
- Robert Knudsen 1936-–1945
- Sigurd Svendsen 1945–1946
- Einar Gauslaa 1946–1978
- Thor Bjørn Seland 1978–1996
- Stein Gauslaa 1996–2009
- Eivind Ljøstad 2009–2010
- Morten Rød 2010–2016
- Øyvind Klausen 2016–